# Paul Lothar Jäger
Paul Lothar Jäger (* 13. März 1899 in Hilgen (Burscheid); † 6. Dezember 1981 in Köln) war ein deutscher Amerikanist.

## Leben
Von 1919 bis 1923 studierte er an der Universität Köln Anglistik, Germanistik, Erdkunde und Philosophie und von 1924 bis 1925 am University College London. Von 1922 bis 1923 war er wissenschaftlicher Assistent Arnold Schröers in Köln. Nach der Promotion (Wolfgang Müller von Königswinter und die deutsche Romantik) am 10. Februar 1923 und dem ersten Staatsexamen am 3. Juni 1924 ebenda war er dort von 1926 bis 1945 Lektor. Zum 1. Mai 1937 trat er der NSDAP bei (Mitgliedsnummer 4.188.915). Von 1946 bis 1947 leitete er das Dolmetscherseminar Düsseldorf. Von 1947 bis 1949 war er außerplanmäßiger Professor an der Staatlichen Dolmetscherhochschule Germersheim. Von 1949 bis 1951 war er wissenschaftlicher Assistent an der Universität Mainz, Auslands- und Dolmetscherinstitut Germersheim. Von 1951 bis 1967 lehrte er als Professor für Amerikanistik am Auslands- und Dolmetscherinstitut Germersheim.

## Schriften (Auswahl)
- Elements of commercial correspondence. Leipzig 1926, OCLC 72072771.
- Who are the English? Leipzig 1928, OCLC 72555362.
- Kurzgefasstes Wörterbuch englischer Ausspracheschwierigkeiten mit phonetischer Umschrift und deutscher Bedeutung. Leipzig 1932, OCLC 72072795.